# 香葉樹圍盾介殼蟲
香葉樹圍盾介殼蟲（学名：Fiorinia linderae）为盾介殼蟲科圍盾介殼蟲屬下的一个种。